# リアルジャパンタッグ王座
リアルジャパンタッグ王座は、リアルジャパンプロレスが管理、認定していた王座。

## 歴史
2010年8月、折原昌夫が率いるヒールユニット「リアルダーク」が王座の創設をリアルジャパンプロレスに強要して最初は難色を示したが、後に認められてチャンピオンベルトはリアルダークが製作したものを採用している。12月9日、リアルジャパン後楽園ホール大会で行われた初代王座決定戦に勝利したブラック・シャドー&タイガーシャーク組が初代王者になった。
2011年、空位となって事実上封印状態となる。

## 歴代王者
| 歴代 | タッグチーム                        | 防衛回数 | 獲得日付      | 獲得場所 （対戦相手・その他）                                          |
| ---- | ----------------------------------- | -------- | ------------- | ---------------------------------------------------------------------- |
| 初代 | ブラック・シャドー&タイガーシャーク | 1        | 2010年12月9日 | 後楽園ホール ブラック・タイガー（5代目）&アレクサンダー大塚 2011年封印 |